# Diachrysia disiunctaurea
Diachrysia disiunctaurea là một loài bướm đêm trong họ Noctuidae.